# Espagne aux Jeux européens de 2015
L' Espagne était présente aux Jeux européens de 2015, la première édition des Jeux européens, organisée à Bakou, en Azerbaïdjan.

## Médailles
| Sport                    | Discipline                            | Athlète(s) | Performance | Date    |
| Médailles d'or : 8       |                                       | |             |         |
| Badminton                | Hommes - Simple                       | Pablo Abián |             | 28 juin |
| Cyclisme                 | Hommes - Course en ligne              | Luis León Sánchez |             | 21 juin |
| Gymnastique              | Hommes - Sol                          | Rayderley Zapata |             | 20 juin |
| Gymnastique              | Paires mixtes - Aérobique             | Vicente Lli Sara Moreno |             | 21 juin |
| Karaté                   | Hommes - Kata                         | Damián Quintero |             | 14 juin |
| Karaté                   | Femmes - Kata                         | Sandra Sánchez |             | 14 juin |
| Tir                      | Femmes - Trap                         | Fátima Gálvez | 206.6       | 16 juin |
| Tir à l'arc              | Hommes - Individuel                   | Miguel Alvariño |             | 22 juin |
| Médailles d'argent : 11  |                                       | |             |         |
| Basket-ball (3x3)        | Hommes                                | Sergio de la Fuente Álex Llorca Nacho Martín Juan Vasco |             | 26 juin |
| Natation                 | Hommes - 800 m Nage Libre             | Marcos Rodríguez |             | 26 juin |
| Natation                 | Hommes - 100 m Papillon               | Alberto Lozano |             | 27 juin |
| Natation synchronisée    | Femmes - Par équipes                  | Julia Echeberria Berta Ferreras Helena Jauma Carmen Juárez Emilia Luboslavova Raquel Navarro Itziar Sánchez Irene Toledano                                                                                  | 162.0406    | 15 juin |
| Natation synchronisée    | Femmes - Combinaison libre            | Julia Echeberria Berta Ferreras Helena Jauma Carmen Juárez Emilia Luboslavova Raquel Navarro Itziar Sánchez Sara Saldaña Irene Toledano Lidia Vigara                                                        | 87.7333     | 15 juin |
| Natation synchronisée    | Femmes - Solo                         | Berta Ferreras | 162.9758    | 16 juin |
| Taekwondo                | Hommes - Moins de 58 kg               | Jesús Tortosa |             | 16 juin |
| Tir                      | Femmes - Pistolet à 10 m air comprimé | Sonia Franquet |             | 17 juin |
| Tir à l'arc              | Hommes - Par équipes                  | Miguel Alvariño Antonio Fernández Juan Ignacio Rodríguez |             | 18 juin |
| Water-polo               | Femmes                                | Alejandra Aznar Carmen Baringo Alba Bonamusa Paula Crespí Helena Dalmases Sandra Domene Laura Gómez Blanca Goset Mireia Guiral Paula Leitón Elia Montoya Anna Roldán Paula Rutgers                          |             | 20 juin |
| Water-polo               | Hommes                                | Oriol Albacete Jordi Chico Alex De la Fuente Josu Fernández Álvaro García Pablo Gómez de la Puente Álvaro Granados Guillermo Palomar Nikolas Paúl Josep Puig Oriol Rodríguez Marc Salvador Francisco Valera |             | 21 juin |
| Médailles de bronze : 11 |                                       | |             |         |
| Badminton                | Femmes - Simple                       | Clara Azurmendi |             | 27 juin |
| Basket-ball (3x3)        | Femmes                                | Vega Gimeno Arantxa Novo Esther Montenegro Inmaculada Zanoguera |             | 26 juin |
| Cyclisme                 | Hommes - Contre-la-montre             | Luis León Sánchez |             | 18 juin |
| Gymnastique              | Groupes mixtes - Aérobique            | Pedro Cabanas Belen Guillemot Vicente Lli Aranzazu Martínez Sara Moreno |             | 21 juin |
| Lutte                    | Femmes - Moins de 75 kg               | Maider Unda |             | 16 juin |
| Natation                 | Femmes - 800 m Nage Libre             | Marina Castro |             | 23 juin |
| Natation                 | Femmes - 1500 m Nage Libre            | Marina Castro |             | 25 juin |
| Taekwondo                | Femmes - Moins de 57 kg               | Eva Calvo |             | 17 juin |
| Taekwondo                | Hommes - Moins de 68 kg               | Joel González |             | 17 juin |
| Taekwondo                | Hommes - Plus de 80 kg                | Daniel Ros |             | 19 juin |
| Tir à l'arc              | Femmes - Individuel                   | Alicia Marín |             | 21 juin |